# ألبرت غيلبرت
ألبرت غيلبرت (بالإنجليزية: Albert Gilbert)‏ (9 فبراير 1892 بإنجلترا في المملكة المتحدة - 18 يناير 1955) هو لاعب كرة قدم بريطاني (وحمل سابقاً جنسية المملكة المتحدة لبريطانيا العظمى وأيرلندا) في مركز حراسة المرمى. لعب مع نادي برينتفورد وCivil Service F.C. ‏.